# 應力
在連續介質力學裏，應力定義為單位面積所承受的作用力。以公式標記為
{\displaystyle \sigma _{ij}=\lim _{\Delta A_{i}\to 0}{\frac {\Delta F_{j}}{\Delta A_{i}}}\,}；
其中，{\displaystyle \sigma \,}表示應力；{\displaystyle \Delta F_{j}\,}表示在{\displaystyle j\,}方向的施力；{\displaystyle \Delta A_{i}\,}表示在{\displaystyle i\,}方向的受力面積。

圖1，在一個可變形连续物質內部的各種可能應力

假設受力表面與施力方向正交，則稱此應力分量為正向應力（normal stress），如圖1所示的{\displaystyle \sigma _{11}\,}(對黃色的那個面來說)、{\displaystyle \sigma _{22}\,}、{\displaystyle \sigma _{33}\,}，都是正向應力；假設受力表面與施力方向互相平行，則稱此應力分量為剪應力（shear stress），如圖1所示的{\displaystyle \sigma _{12}\,}、{\displaystyle \sigma _{13}\,}、{\displaystyle \sigma _{21}\,}、{\displaystyle \sigma _{23}\,}、{\displaystyle \sigma _{31}\,}、{\displaystyle \sigma _{32}\,}，都是剪應力。
「內應力」指組成單一構造的不同材質之間，因材質差異而導致變形方式的不同，繼而產生的各種應力。
採用國際單位制，应力的单位是帕斯卡（Pa），等於1牛頓／平方公尺。應力的單位與压强的單位相同。兩種物理量都是單位面積的作用力的度量。通常，在工程學裏，使用的單位是megapascals（MPa）或gigapascals（GPa）。採用英制單位，應力的單位是磅力／平方英寸（psi）或千磅力／平方英寸（ksi）。

## 应力张量
通常的术语“应力”实际上是一个叫做“应力张量”（stress tensor）的二阶张量（详见并矢张量或者张量积）。概略地说，应力描述了连续介质内部之间與外部作用力（而且是在近距离接触的作用力）进行相互作用的强度。具体说，如果我们把连续介质用一张假想的光滑曲面把它一分为二，那么被分开的这两部分就会透过这张曲面相互施加作用力。很显然，即使在保持连续介质的物理状态不变的前提下，这种作用力也会因为假想曲面的不同而不同，所以，必须用一个不依赖于假想曲面的物理量来描述连续介质内部的相互作用的状态。对于连续介质来说，担当此任的就是应力张量，简称为应力。
在这裡，我们所说的连续介质同物理学中的质点、刚体、点电荷等类似，都是一种模型，它假定物质没有微观结构，而只是连续地分布在一个给定的三维区域中－－有些情况下也会假定它连续分佈在一个光滑曲面上，甚至一条光滑曲线上，不过我们这里暂不考虑这种二维分佈和一维分佈的连续介质。刚体就是连续介质的一种特殊情形。流体和弹性体也是连续介质的特殊情形。
设{\displaystyle d\mathbf {S} \,}是假想曲面{\displaystyle {\mathcal {S}}\,}的一个微小面积元素向量，其方向是垂直於假想曲面，朝著假想曲面的外側指去的方向，{\displaystyle d\mathbf {F} \,}是施加於假想曲面{\displaystyle d\mathbf {S} \,}的作用力，設定{\displaystyle d\mathbf {F} \,}的正值方向是朝著假想曲面的外側指去的方向。则，作为一个物理模型，{\displaystyle d\mathbf {F} \,}对{\displaystyle d\mathbf {S} \,}有线性依赖关系，也就是说，从{\displaystyle d\mathbf {S} \,}到{\displaystyle d\mathbf {F} \,}的映射是一个线性映射。这个线性映射可以通过二阶张量{\displaystyle {\boldsymbol {\sigma }}\,}（在电动力学和相对论中常常用{\displaystyle \mathbf {T} \,}来表示）和  {\displaystyle d\mathbf {S} \,}的张量缩并（tensor contraction）得到：
{\displaystyle d\mathbf {F} ={\boldsymbol {\sigma }}\cdot d\mathbf {S} \,}；
这裡的{\displaystyle {\boldsymbol {\sigma }}\,}就是应力张量。
如果建立一个直角坐标系{\displaystyle (O\,;x,y,z)\,}，为了简便起见，我们把{\displaystyle x,\,y,\,z\,}分别记为{\displaystyle x^{1},\,x^{2},\,x^{3}\,}，把对应的三个单位矢量{\displaystyle \mathbf {i} ,\,\mathbf {j} ,\,\mathbf {k} \,}分别记为{\displaystyle \mathbf {e} _{1},\,\mathbf {e} _{2},\,\mathbf {e} _{3}\,}，则
{\displaystyle d\mathbf {S} =\mathbf {e} _{i}\,dS^{i}\,,\qquad d\mathbf {F} =\mathbf {e} _{i}\,dF^{i}}，
在这裡，指标{\displaystyle i,\,j,\,k\,}等的取值范围为1, 2, 3，而且重复指标要按照爱因斯坦求和约定来求和。与通常的记号（见曲面积分）来联系，有
{\displaystyle dS^{1}=dy\,dz\,,\qquad dS^{2}=dz\,dx\,,\qquad dS^{3}=dx\,dy}，
我们可以把应力张量{\displaystyle {\boldsymbol {\sigma }}\,}写成
{\displaystyle {\boldsymbol {\sigma }}=\sigma ^{ij}\,\mathbf {e} _{i}\mathbf {e} _{j}}，
那么，按照并矢张量和矢量的缩并规则，
{\displaystyle {\boldsymbol {\sigma }}\cdot d\mathbf {S} =\sigma ^{ij}\,(\mathbf {e} _{i}\mathbf {e} _{j})\cdot \mathbf {e} _{k}\,dS^{k}=\sigma ^{ij}\,\mathbf {e} _{i}(\mathbf {e} _{j}\cdot \mathbf {e} _{k})\,dS^{k}=\sigma ^{ij}\,\mathbf {e} _{i}\,g_{jk}\,dS^{k}=g_{jk}\sigma ^{ij}\,dS^{k}\,\mathbf {e} _{i}\,}；
其中，{\displaystyle g_{jk}\,}是度量張量。
将上式右端与{\displaystyle d\mathbf {F} =\mathbf {e} _{i}\,dF^{i}\,}进行比较即可得到
{\displaystyle dF^{i}=g_{jk}\sigma ^{ij}\,dS^{k}=\sigma ^{ij}\,dS_{j}}，
對於直角坐标系，任意共變量與其對應的反變量相等，因此可以將所有上標改變為下標。所以，
{\displaystyle dF_{i}=\sigma _{ij}\,dS_{j}}，
由此可以得到{\displaystyle \sigma _{ij}\,}的物理意义：如果假想曲面{\displaystyle {\mathcal {S}}\,}的微小面积元素{\displaystyle d\mathbf {S} \,}的方向和{\displaystyle \mathbf {e} _{1}\,}方向一致，则
{\displaystyle d\mathbf {F} =\sigma _{i1}\,\mathbf {e} _{i}\,dS_{1}=\sigma _{i1}\,\mathbf {e} _{i}\,dy\,dz}，
可见{\displaystyle \sigma _{i1}\,}是朝著{\displaystyle \mathbf {e} _{i}\,}方向施加於{\displaystyle x_{1}\,} 等值曲面的單位面積的作用力。
很显然，应力张量的量纲和力与面积的比相同，都是{\displaystyle [F/S]=[M]\,[L^{-1}]\,[T^{-2}]\,}，在国际单位制中，它的单位是帕斯卡（Pa），{\displaystyle 1\,\mathrm {Pa} =1\,\mathrm {N} /\mathrm {m} ^{2}\,}。这个单位也是压强的单位，我们马上就可以看到二者之间的关系。

## 高斯定理
如果连续介质被一张曲面{\displaystyle S\,}分隔为1、2两部分，如果我们要计算第2部分对第1部分的作用力的总和{\displaystyle \mathbf {F} _{21}\,}，就可以把{\displaystyle S\,}的单位法矢量{\displaystyle {\hat {\mathbf {n} }}\,}选为由1指向2，并且令{\displaystyle d\mathbf {S} ={\hat {\mathbf {n} }}\,dS\,}，则
{\displaystyle \mathbf {F} _{21}=\iint _{S}{\boldsymbol {\sigma }}\cdot d\mathbf {S} }，
如果{\displaystyle S\,}是一个封闭曲面，那么{\displaystyle {\hat {\mathbf {n} }}\,}就成为了第1部分所在区域{\displaystyle V\,}的外法矢量，这时可以对上述积分应用高斯公式，其结果为
{\displaystyle \mathbf {F} _{21}=\iiint _{V}\mathrm {div} \,{\boldsymbol {\sigma }}\,dV\,}；
其中{\displaystyle \mathrm {div} \,{\boldsymbol {\sigma }}\,}是二阶张量{\displaystyle {\boldsymbol {\sigma }}\,}的散度，在这里我们把它定义为
{\displaystyle \mathrm {div} \,{\boldsymbol {\sigma }}={\frac {\partial \sigma ^{ij}}{\partial x^{j}}}\mathbf {e} _{i}=\nabla \cdot {\boldsymbol {\sigma }}'}，
而
{\displaystyle {\boldsymbol {\sigma }}'=\sigma ^{ij}\mathbf {e} _{j}\mathbf {e} _{i}}，
是{\displaystyle {\boldsymbol {\sigma }}=\sigma ^{ij}\mathbf {e} _{i}\mathbf {e} _{j}\,}的转置。
关于二阶张量的高斯定理，详见高斯公式。

## 牛顿第三定律自动满足
牛顿第三定律显然是满足的，因为，如果面积元{\displaystyle d\mathbf {S} \,}从介质的第1部分指向第2部分，则{\displaystyle d\mathbf {S} '=-d\mathbf {S} \,}就会从介质的第2部分指向第1部分，于是第2部分对第1部分的作用力{\displaystyle d\mathbf {F} ={\boldsymbol {\sigma }}\cdot d\mathbf {S} \,}和第1部分对第2部分的作用力{\displaystyle d\mathbf {F} '={\boldsymbol {\sigma }}\cdot d\mathbf {S} '\,}显然满足{\displaystyle d\mathbf {F} '=-d\mathbf {F} }，

## 应力张量的对称性
这里所说的对称性，是指转置下的不变性，即
{\displaystyle {\boldsymbol {\sigma }}'={\boldsymbol {\sigma }}}，
亦即
{\displaystyle \sigma ^{ji}=\sigma ^{ij}}，
应力张量的对称性可由体积微元的力矩平衡推导得出。
在牛顿力学中，应力张量的对称性是角动量定理的一个推论。

## 压强和剪應力
可以把应力张量分解为压强（pressure）{\displaystyle p\,}和剪應力（shear stress）{\displaystyle {\boldsymbol {\tau }}\,}两部分。为此，我们先给出二阶张量的迹（trace）以及单位张量的定义。
设{\displaystyle \mathbf {T} \,}是一个二阶张量，而{\displaystyle (\mathbf {e} _{1},\mathbf {e} _{2},\mathbf {e} _{3})\,}是三维欧几里得空间（Euclidean space）{\displaystyle E^{3}\,}的一个右手的标准正交基（orthonormal basis），则定义{\displaystyle \mathbf {T} \,}的迹（trace）
{\displaystyle \mathrm {tr} \mathbf {T} =\sum _{i=1}^{3}\mathbf {e} _{i}\cdot \mathbf {T} \cdot \mathbf {e} _{i}}，
在这裡，我们约定：如果求和号在表达式中出现，那么爱因斯坦求和约定就不再有效。
不难验证，如果把{\displaystyle \mathbf {T} \,}展开为{\displaystyle \mathbf {T} =T^{ij}\,\mathbf {e} _{i}\mathbf {e} _{j}\,}，则
{\displaystyle \mathrm {tr} \mathbf {T} =T^{ii}}，
接下来，我们定义
{\displaystyle \mathbf {I} =\delta ^{ij}\,\mathbf {e} _{i}\mathbf {e} _{j}}，
则不难证明，{\displaystyle \mathbf {I} \,}的定义与标准正交基{\displaystyle (\mathbf {e} _{1},\mathbf {e} _{2},\mathbf {e} _{3})\,}的选取无关。此外，不难验证它有如下性质：对于任意一个矢量{\displaystyle \mathbf {a} \,}，总是成立着
{\displaystyle \mathbf {I} \cdot \mathbf {a} =\mathbf {a} \cdot \mathbf {I} =\mathbf {a} }，
因此我们称{\displaystyle \mathbf {I} \,}为{\displaystyle E^{3}\,}上的单位张量。
借助于以上两个概念，我们对应力张量{\displaystyle {\boldsymbol {\sigma }}\,}定义
{\displaystyle p=-{\frac {1}{3}}\,\mathrm {tr} \,{\boldsymbol {\sigma }}\,,\qquad {\boldsymbol {\tau }}={\boldsymbol {\sigma }}+p\mathbf {I} }，
为了看清它们的物理意义，我们先考虑一个特殊情形：应力张量{\displaystyle {\boldsymbol {\sigma }}\,}满足{\displaystyle {\boldsymbol {\tau }}=0\,}，则{\displaystyle {\boldsymbol {\sigma }}=-p\mathbf {I} \,}。在介质中任取一个面积元{\displaystyle d\mathbf {S} \,}，则面积元所指向的那部分介质（外侧介质）对它的内侧介质的作用力为{\displaystyle d\mathbf {F} =-p\,d\mathbf {S} \,}，负号表明{\displaystyle d\mathbf {F} \,}的方向与{\displaystyle d\mathbf {S} \,}相反，即介质的内部作用力是一种压力，其方向总是垂直于分隔面。在介质为流体的情形，{\displaystyle p\,}正好就是压强。
对于电磁场的馬克士威應力張量{\displaystyle \mathbf {T} \,}而言，上述定义下的压强{\displaystyle p\,}就是电磁场的能量密度{\displaystyle u\,}的三分之一，即光压：
{\displaystyle p={\frac {1}{3}}u}，
见下面的「馬克士威應力張量」一节。
在讨论{\displaystyle {\boldsymbol {\tau }}\,}的物理意义之前，先给出它的一些基本性质。首先，
{\displaystyle \mathrm {tr} \,{\boldsymbol {\tau }}=0}，
所以，常常称{\displaystyle {\boldsymbol {\tau }}\,}为{\displaystyle {\boldsymbol {\sigma }}\,}的无迹部分。

## 馬克士威應力張量
在电动力学中，电磁场的馬克士威應力張量在国际单位制中的表达式为
{\displaystyle \mathbf {T} =\varepsilon _{0}\mathbf {EE} +{\frac {1}{\mu _{0}}}\mathbf {BB} -u\mathbf {I} \,}；
其中
{\displaystyle u={\frac {1}{2}}{\Big (}\varepsilon _{0}|\mathbf {E} |^{2}+{\frac {1}{\mu _{0}}}|\mathbf {B} |^{2}{\Big )}}，
是电磁场的能量密度。不难看出，馬克士威應力張量的迹{\displaystyle \mathrm {tr} \,\mathbf {T} =-u\,}，故它所对应的压强
{\displaystyle p={\frac {1}{3}}u}，
这就是统计力学中常常遇到的光压。

## 種類
- 地应力：由于岩石发生形变而引起的介质内部单位面积上的作用力。
- 熱應力：材料由於溫度變化所產生的應力。
- 靜態應力：所施加於物體上的力大小與方向不隨時間變化的應力。
- 動態應力：所施加於物體上的力大小隨時間變化的應力。
- 疲勞應力：長時間反覆施加於物體上使得物體發生疲勞的應力。
- 殘留應力：物體受力後所產生的應變超過彈性範圍，而使得物體內部無法恢復原來的狀態所殘存的應力。

## 相關領域
- 彈性力學
- 材料力学
- 物理学
- 电动力学
- 相对论
- 场论